# Norman E. Saul
Norman E. Saul (* 26. November 1932 in La Fontaine, Indiana) ist ein US-amerikanischer Historiker und Hochschullehrer, der sich in seinen Forschungen und Büchern insbesondere mit den Beziehungen zwischen Russland und den Vereinigten Staaten befasste.

## Leben

### Studium, Militärdienst und Hochschullehrer an der University of Kansas
Norman E. Saul, Sohn von Ralph Saul und dessen Ehefrau Jessie Neff, begann nach dem Schulbesuch ein Studium der Slawistik an der Indiana University, das er 1954 mit einem Bachelor of Arts (B.A. Slavic Studies) beendete. Er wurde Mitglied der akademischen Ehrengesellschaft Phi Beta Kappa. Im Anschluss folgte zwischen 1954 und 1955 mit finanzieller Unterstützung durch ein Stipendium des Fulbright-Programms ein Auslandsstudienaufenthalt an der University of London. Nachdem er von 1955 bis 1957 Militärdienst im Nachrichtendienst des US-Heeres (US Army Intelligence) geleistet hatte, begann er ein postgraduales Studium der Geschichte an der Columbia University, welches er 1959 mit einem Master of Arts (M.A. History) beendete. 1965 schloss er seine Promotion zum Doctor of Philosophy (Ph.D. History) an der Columbia University ab.
1970 übernahm Saul eine Professur für Moderne Russische Geschichte, Geschichte der Sowjetunion und Osteuropastudien an der University of Kansas und lehrte dort bis zu seiner Emeritierung 2009. Er war zugleich Leiter der Abteilung Geschichte der University of Kansas. Aus seiner 1959 geschlossenen Ehe mit Mary Ann Caldwell gingen die beiden Töchter Alyssa und Julia sowie der Sohn Kevin hervor.

### Werke und Wirken

#### Distant Friends. The United States and Russia, 1763–1867(1991)
Distant Friends. The United States and Russia, 1763–1867 (1991), der erste Band einer dreibändigen Reihe über die russisch-amerikanischen Beziehungen, präsentiert den ersten umfassenden Überblick über die frühen russisch-amerikanischen Beziehungen eines amerikanischen Gelehrten. Er stützt sich auf Sekundär- und Dokumentarveröffentlichungen sowie Archivmaterialien aus den Vereinigten Staaten, der Sowjetunion und Großbritannien und enthüllt eine Fülle neuer Details über die Kontakte zwischen den beiden Ländern zwischen dem Amerikanischen Unabhängigkeitskrieg und dem Kauf Alaskas im Jahr 1867. Indem er persönliche Erfahrungen in die Analyse der grundlegenden Trends einwebt, vermittelt Saul ein umfassenderes Verständnis der sowjetisch-amerikanischen Erfahrung. Sein Fazit dabei war, dass die frühen Beziehungen – diplomatische, kulturelle, wissenschaftliche, wirtschaftliche und persönliche – zwischen den beiden Ländern umfassender waren als zuvor berichtet, wichtiger und kongenialer. Im achtzehnten und neunzehnten Jahrhundert hatten die USA und Russland viel gemeinsam, bemerkte Saul, und viele dieser Ähnlichkeiten bestehen noch heute. Er wies aber auch darauf hin, dass es auch Unterschiede gibt. Wie er deutlich zeigte, deuteten parallele Entwicklungen vom späten 18. bis zur Mitte des 19. Jahrhunderts in gewisser Weise auf eine parallele Entwicklung zu den beiden Supermächten Mitte des 20. Jahrhunderts hin.

#### Concord and Conflict. The United States and Russia, 1867–1914(1996)
Nach dem weithin gelobten Distant Friends bietet Concord and Conflict. The United States and Russia, 1867–1914 (1996) die erste umfassende Untersuchung dieser höchst umwälzenden und schicksalhaften Ära in den russisch-amerikanischen Beziehungen. Er gräbt bisher nicht zugängliche russische und amerikanische Archive aus und erforscht den Fluss und die Schwankungen wirtschaftlicher, diplomatischer, sozialer und kultureller Angelegenheiten. Aber auch persönliche und berufliche Konflikte und Skandale und die Entwicklung der Wahrnehmung der jeweils anderen Nation. Saul behauptet, dass sich das russische und das amerikanische Volk zunächst auf ihre Ähnlichkeiten nach dem Sezessionskrieg konzentrierten und ohne größere Kontroversen eine Tradition der Freundschaft begründeten. In vielerlei Hinsicht fühlten sie sich verbunden durch ein gemeinsames Schicksal, entsprechende Reform- und Fortschrittsperioden und eine gegenseitige Feindseligkeit gegenüber den „älteren“ europäischen Mächten. Das Journal of History bezeichnete ihn als „the leading American authority on Russian-American relations before 1917“ (‚die führende amerikanische Autorität für die russisch-amerikanischen Beziehungen vor 1917‘).

#### Friends or Foes? The United States and Soviet Russia, 1921–1941(2006)
Mit Friends or Foes? The United States and Soviet Russia, 1921–1941 (2006) setzte Norman E. Saul sein monumentales, mehrbändiges Opus Magnum über die amerikanisch-russischen Beziehungen im Laufe von 200 Jahren fort. Dieser vierte Band bietet die erste umfassende Studie in einer Sprache über eine Ära, die den Rest des Jahrhunderts geprägt hat, und erfasst die wichtigsten Veränderungen in den Beziehungen zwischen zwei Nationen, die kurz davor stehen, dominante globale Mächte zu werden. Unter anderem untersucht er die Gründe für Amerikas Versäumnis, die Sowjetregierung in den frühen 1930er Jahren anzuerkennen, und analysiert die Auswirkungen des Roten Terrors und die Rolle des Außenministeriums, russischer Migranten, religiöser Gruppen und Schlüsselpersonen – wie Charles Evans Hughes, Robert F. Kelley, Herbert Hoover, Boris Jewsejewitsch Skwirski, Olga Dawidowna Kamenewa und Maxim Maximowitsch Litwinow – zum politischen Prozess. Außerdem erinnerte er an die gigantischen Bemühungen der American Relief Administration (ARA), russischen Bauern zu helfen und neues Material aus amerikanischen Geschäftsunterlagen über Konzessionsvereinbarungen und Handel sowie über sowjetische Reaktionen während des ersten Fünfjahresplans zu sammeln. Er zeichnete auch die Eindrücke der Reisenden, den kulturellen Austausch und die Rolle der Wissenschaft in jedem Land auf – insbesondere den Beitrag aus Russland eingewanderter Gelehrter zur amerikanischen Bildung und die Beiträge amerikanischer Journalisten in Russland. Er offenbarte auch die Tendenz auf beiden Seiten, eine Atmosphäre der Geheimhaltung zu bewahren, Geschäfte hinter verschlossenen Türen und selten auf Papier zu führen. Seine erstaunlichen Recherchen in der Hoover Presidential Library, der Franklin Roosevelt Library und der Hoover Institution an der Stanford University, die Aufzeichnungen des Diplomaten und ein Interview mit George F. Kennan über seine Rolle als Diplomat beinhalten, haben eine Fülle neuer Erkenntnisse darüber erbracht, was wirklich passiert ist während einer Zeit in der Geschichte der Beziehungen zwischen den beiden Ländern, die mysteriös und umstritten bleibt. Sein Buch ging neue Wege in der Diplomatie-, Wirtschafts-, Sozial- und Kulturgeschichte und beleuchtete sowohl die gegenseitige Faszination, die kurzzeitig eine friedliche Koexistenz (und schließlich ein Bündnis) ermöglichte, als auch die ideologischen Kämpfe, die schließlich zum Kalten Krieg führten.

## Veröffentlichungen
Norman E. Saul veröffentlichte zahlreiche Fachbücher und befasste sich insbesondere mit den Beziehungen zwischen Russland und den Vereinigten Staaten im Zeitraum von 1763 bis 1941 sowie in einer Biografie mit dem Diplomaten, Unternehmer und Philanthropen Charles Richard Crane, der als Begründer der Russland-Studien in den USA gilt. Zu seinen Werken gehören:
- Russia and the Mediterranean, 1797–1807, University of Chicago Press, 1970
- Sailors in Revolt. The Russian Baltic Fleet in 1917, 1978, ISBN 978-0-70060-1-660
- Distant Friends. The United States and Russia, 1763–1867, 1991, ISBN 978-0-70060-4-388 (Onlineversion)
- Concord and Conflict. The United States and Russia, 1867–1914, 1996, ISBN 978-0-70060-7-549 (Onlineversion)
- Russian-American dialogue on cultural relations, 1776–1914, Mitautor Richard D. McKinzie, University of Missouri Press, 1997
- War and Revolution: The United States and Russia, 1914–1921, 2001
- Friends or Foes? The United States and Soviet Russia, 1921–1941, 2006, ISBN 978-0-70061-4-486 (Onlineversion)
- Historical Dictionary of United States-Russian/Soviet Relations, 2009, ISBN 978-0-81085-5-373
- The A to Z of United States-Russian/Soviet Relations, 2010, ISBN 978-0-81087-5-500
- The Life and Times of Charles R. Crane, 1858–1939. American Businessman, Philanthropist, and a Founder of Russian Studies in America, 2012, ISBN 978-0-73917-7-457 (Onlineversion)
- Historical Dictionary of Russian and Soviet Foreign Policy, 2015, ISBN 978-0-81086-8-069
- Julia Dent Cantacuzène Spiransky-Grant: Russian people. Revolutionary recollections, Herausgeber, Bloomington, Slavica, 2016
- New perspectives on Russian-American relations, Mitautor William Benton Whisenhunt, New York, Routledge, Taylor & Francis Group, 2016.
- Ernest Poole: The village. Russian impressions, Herausgeber, Bloomington, Slavica, 2017